# Дюдюл Дордже
Тринадесетият Кармапа Дюдюл Дордже (1733 – 1797) е роден в Чада Дронг, село в района на Лхаса и според източниците Лама Каток Цеуанг Норбу получава видение за точното положение на селото. Детето от своя страна имало ясен спомен за предишните си активности и в добавка имало рожден белег на езика под формата на тибетската буква „А“. Скоро след това е интронизиран в Цурпху и приема поздравленията на Седмия Далай Лама Калцанг Гяцо и неговия премиер министер. Момчето получава обстойни поучения и приемственостите на Кагю и Нингма, Калачакра Тантра, усъвършенства Хеваджра Тантра, Сутра, Виная и Абидхарма. Задължителните за Карма Кагю Шест Йоги на Наропа и Махамудра получава от Ситу Ринпоче Чьокий Джунгне.
В своята активност Дюдюл Дордже ярко съчетава два стила: на учения и ерудита с този на „лудата мъдрост“ на йогите, за която е характерна съчувствената спонтанност на просветлената енергия. Известно е, че той прекарва много време благославяйки всякакви животни: пчели, зайци, котки, птици и т.н., които се струпвали край него точно както и човешките му ученици.
Малко преди смъртта си Кармапа почти директно предупреждава за предстоящото благоприятно събитие семейството, в което ще се прероди. На шестдесет и четири след като предава линията на Ситу Ринпоче Кармапа Дюдюл Дордже умира. Главните му ученици са Ситу Падма Ниндже Уангпо, Друкчен Кунциг Чьокий Нангуа, Паво Цуклак Чогял, принцът на Ладак Хеми Гялсе, Кхамтрул Джигме Сенге и Сандже Ниенпа Тулку.